# Charles Tylor
Charles Tylor (Cripplegate, 2 novembre 1816 – Brighton, 14 marzo 1902) è stato uno scrittore inglese di origine quacchera.
Ministro della Religious Society of Friends of the Truth, fu il fondatore del settimanale quacchero The Friend..

## Biografia
Figlio di Joseph Tylor (1780-1836) e di sua moglie Sarah Maria Savory, studiò da avvocato senza tuttavia mai praticare la professione, scegliendo invece di essere un educatore nello Yorkshire e nel sud dell'Inghilterra. Nel 1850 divenne ministro accreditato della Religious Society of Friends of the Truth, mentre viveva fra Brighton e Lewes.
Mentre curava le memorie degli amici defunti, alla morte di Edward Backhouse pubblicò anche un'edizione riveduta e ampliata dei suoi due libri intitolati Early Church History  e Witnesses for Christ.  
Tylor e sua moglie Gulielma Maria ebbero sette figli. Il 14 marzo 1872, la figlia maggiore Mary (1849–1887) sposò George Cadbury, fondatore dell'azienda produttrice di cioccolato. Il 21 marzo 1872, la seconda figlia Catherine (1850–1930) divenne moglie di Alfred Bastin (1847–1917). Gli altri loro figli, in ordine decrescente di età furono: Joseph Sparks Tylor (1851–1922), Elizabeth Tylor (m. 1852), Rachel Savory Tylor (1855–1937), Gulielma Tylor (1857–1935) e Theodore Tylor (1866–1887).
Chrles Tylor morì a Brighton, all'età di 85 anni.